# Observatorios Tenagra
| (48047) Houghten     | 22 de febrero de 2001    |
| (51430) Ireneclaire  | 20 de marzo de 2001      |
| (70401) Davidbishop  | 13 de septiembre de 1999 |
| (107396) Swangin     | 16 de febrero de 2001    |
| (149968) Trondal     | 11 de octubre de 2005    |
| (328870) Danabarbato | 11 de diciembre de 2009  |

Los Observatorios Tenagra constituyen una red de observatorios astronómicos repartidos por diferentes partes del mundo. Los telescopios del observatorio se caracterizan por ser completamente automáticos y gestionados mediante alquiler a usuarios que aprovechan las horas de observación a través de internet.
La red ha crecido a lo largo de los años. Inicialmente, había dos ubicaciones en Estados Unidos, la primera en Cottage Grove, Oregón, que abrió en 1999, y una segunda en Nogales, Arizona que fue inaugurada al año siguiente. Posteriormente se agregaron otras estaciones de observación en Noruega y en Australia.
El nombre elegido para el conjunto de telescopios se refiere a la Isla ficticia que aparece en el segundo episodio de la quinta temporada de Star Trek: La nueva generación, donde dos enemigos acérrimos han aprendido a vivir juntos.
Los observadores que operaron la red han sido acreditados, por el Centro de Planetas Menores, del descubrimiento de 122 asteroides realizados entre 1999 y 2013.
En el observatorio también se han realizado numerosos descubrimientos de supernovas, estrellas variables, brotes de rayos gamma y cometas. En particular, entre estos, la Unión Astronómica Internacional reconoció los cometas PAG/2012 TK8, C/2013 C2, PAG/2013 EW90, C/2013 G9 y C/2014 F2. El observatorio Tenagra II también redescubrió el cometa 274P/Tombaugh-Tenagra.
El asteroide (155142) Tenagra lleva el nombre de los observatorios y la isla ficticia de Star Trek.